# 701 (číslo)
Sedm set jedna je přirozené číslo. Následuje po čísle sedm set a předchází číslu sedm set dva. Římskými číslicemi se zapisuje DCCI a řeckými číslicemi ψα.

## Matematika
701 je:
- Deficientní číslo
- Prvočíslo
- Nešťastné číslo

## Astronomie
- (701) Oriola je planetka hlavního pásu, kterou objevil v roce 1910 Joseph Helffrich

## Roky
- 701
- 701 př. n. l.